# Ma mère est un robot
Ma mère est un robot (Mich gibt's nur zweimal) est un téléfilm allemand réalisé par Oliver Dommenget, et diffusé en 2012.

## Synopsis
Une mère de famille débordée et au bord de la faillite, commande un robot lui ressemblant comme deux gouttes d'eau. Celui-ci se montre d'abord très compétent, avant que la situation ne se dégrade...

## Fiche technique
- Titre allemand : Mich gibt's nur zweimal
- Réalisation : Oliver Dommenget
- Scénario : Sven Böttcher et Dagmar Rehbinder
- Photographie : Georgij Pestov
- Musique : Siggi Mueller
- Durée : 100 min

## Distribution
- Valerie Niehaus (V.F.: Magali Barney) : Katrin Schreiber
- Oliver Mommsen (V.F.: Franck Capillery) : Jan Schreiber
- Marie-Lou Bäumer (V.F.: Camille Donda) : Maja Schreiber
- Amon Robert Wendel : Max Schreiber
- Ludger Pistor : Charly Belfort
- Melanie Blocksdorf : Andrea Lindhof
- Daniel Popat : Pitty
- Katja Wagner : Katrin / Kate

Référence: RS Doublage